# Partito del Congresso Nepalese
Il Partito del Congresso Nepalese (नेपाली कांग्रेस - nepālī kāṃgresa) è un partito politico del Nepal di ispirazione riformista moderata.
Il suo leader è l'ex premier del Nepal, Sher Bahadur Deuba.

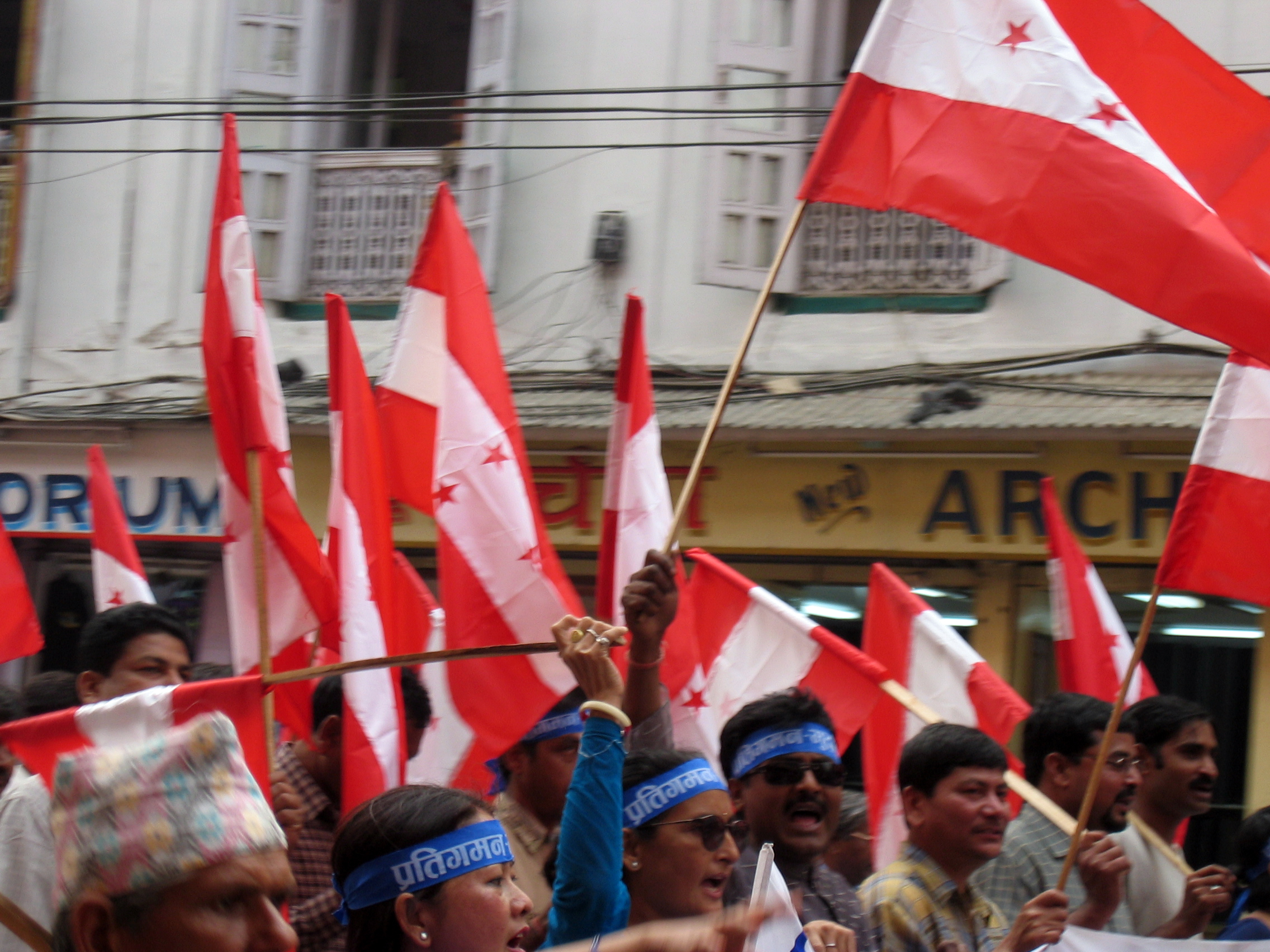
Manifestanti congressisti

Fondato nel 1947, è stato da allora quasi costantemente al potere, pur attraverso diverse scissioni e riunificazioni. Inizialmente di ispirazione socialista, ha sposato l'economia di mercato a partire dagli anni ottanta.
Attualmente uno dei suoi massimi leader è, oltre al presidente del partito Bahadur Deuba, Krishna Prasad Bhattarai, che in passato è stato anch'egli primo ministro.
Fa parte dell'Alleanza dei sette partiti che governa il Paese nell'attuale fase di transizione che dovrebbe portare all'elezione di un'Assemblea Costituente.
A livello internazionale, fa parte dell'Internazionale socialista